# Jerzy Podsiadły
Jerzy Podsiadły (ur. 21 listopada 1925 w Warszawie, zm. 13 sierpnia 1989 w Gdańsku)  – polski śpiewak operowy (bas).
Od 1950 do 1980 związany z Operą Bałtycką w Gdańsku, gdzie zagrał ponad czterdzieści ról. Laureat międzynarodowych konkursów wokalnych, m.in. II nagroda w Viotti International Music Competition w Vercelli 1956 (pierwszą nagrodę zdobył wtedy Bernard Ładysz).  Odznaczony m.in. Krzyżem Kawalerskim Orderu Odrodzenia Polski (1966), Medalem 30-lecia Polski Ludowej (1975).

## Wybrane partie operowe
- Bartolo (Wesele Figara, Mozart)
- Don Basilio (Cyrulik sewilski, Rossini)
- Gremin (Eugeniusz Oniegin, Czajkowski)
- Komisarz (Madame Butterfly, Puccini)
- Mefistofeles (Faust, Gounod)
- Stolnik (Halka, Moniuszko)
- Zuniga (Carmen, Bizet)[3][1]